# Cayo Trebacio Testa
Cayo o Gayo Trebacio Testa  (m. ca. 4) nacido probablemente en Velia, Lucania, fue uno de los abogados más prominentes de su época. Amigo de Cicerón, fue recomendado por este a César, quien lo acogió en la Galia como consejero legal y jefe de la oficina de comunicaciones. Apoyó a César en la guerra civil y tras su asesinato pasó al bando de Octavio (futuro Augusto), quien tuvo en gran estima a Trebacio hasta que este falleció en 4 d. C. Escribió varias obras relativas al Derecho romano, pero ninguna se ha conservado.

## Biografía
Cayo Trebacio Testa, como todo niño romano acomodado, debió crecer al cargo de un pedagogo que le instruía. Posiblemente a la edad de los 20-25 años debió de iniciar sus estudios en retórica y derecho (como hacían todos los nobles romanos), pasando a estar bajo la enseñanza de Quinto Cornelio Máximo.
A lo largo de toda su vida no mostró gran interés en participar directamente en el terreno político, aunque sí estaba muy interesado en la política en general. Mantuvo siempre cierta independencia en el terreno del cursus honorum que no le incomodó, sin embargo, a la hora de establecer estrechas relaciones con los personajes más eminentes de su época, como Julio César, Cicerón o Augusto. La renuncia a seguir una carrera política pudo deberse a su conversión al epicureísmo, doctrina que profesaba abiertamente y que defendía el distanciamiento de la vida personal de la pública. Ese epicureísmo debió de ser "a la romana", ya que no impidió a Trebacio ostentar ciertos puestos de relevancia bajo César, rechazando, eso sí, el puesto de tribuno que este le ofrecía (54 a. C).

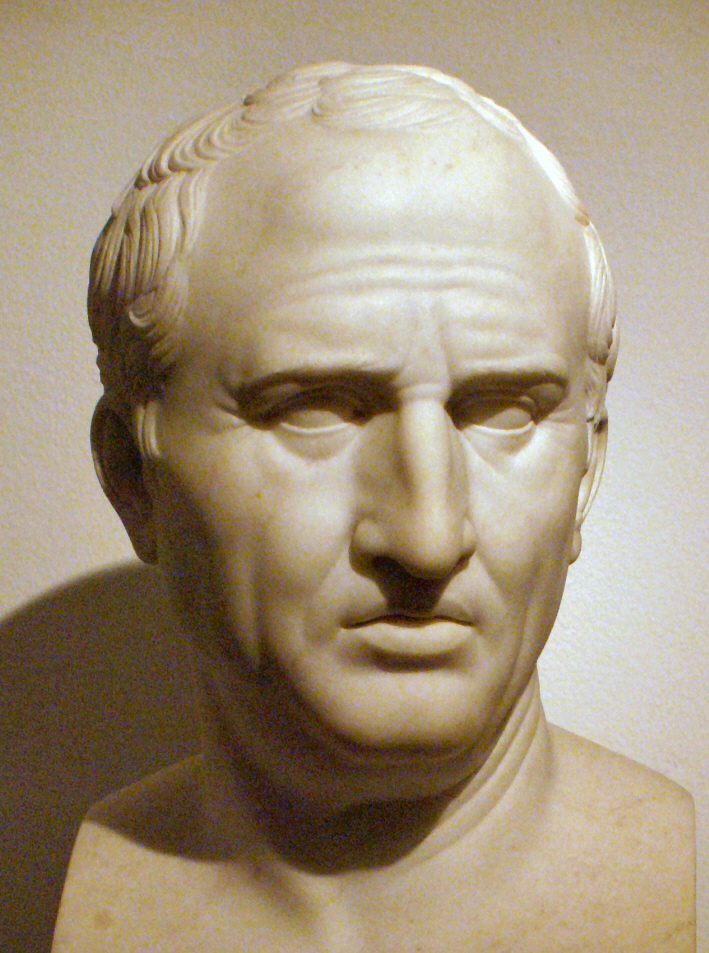
Cicerón, gran amigo de Trebacio, quien le recomendó a César y propició que Trebacio luchara junto a él en las Galias.

### César y Cicerón
En el año 54 a. C., Cicerón recomendó a Trebacio ante César como jurista honesto, modesto y dotado de profundos conocimientos en el campo del ius civile. Se unió entonces a César en la Galia, donde se le ofreció el puesto de tribuno militar, cargo que rechazó. Durante su estancia en la Galia, Trebacio mostró poco interés por las cuestiones militares, por lo que parece que César, al tiempo que confirmó su posición como jefe de su oficina de comunicación, le garantizó que estaría exento de servicio. Ese desinterés por los asuntos militares lo disuadió de seguir a César a Britania, por lo que era blanco de las burlas de sus compañeros.
Más tarde pudo disfrutar de los favores de César, con quien mantenía una gran confianza, permaneciendo fiel al dictador durante la guerra civil. Llegó a ser incluso intermediario  entre César y Cicerón, con quien mantenía una estrecha amistad. Acerca de la confianza que mantenía con César es importante la anécdota, referida por Suetonio, en la que el general habría mostrado una gran arrogancia y falta de respeto hacia una delegación del Senado romano que venía a honrarlo cerca del Templo de Venus Genetrix, recibiéndola sin siquiera ponerse de pie. Trebacio, no estando de acuerdo con la acción, miró a César como exhortándole a levantarse, cosa que este intuyó, lanzándole una mirada de reproche. Tanta confianza mantenía César en él que es posible que hubiera sido el jefe del proyecto codificatorio de César si la muerte de este no hubiera truncado el proyecto.

### Augusto
Trebacio continuó al lado de Augusto tras la muerte de César, aunque la colaboración con el futuro emperador, siempre desde la independencia personal, no fue nunca permanente, como lo había sido con su padre adoptivo. Desde finales de la década de los años 30 a. C. existió un acercamiento entre ellos que coincide con el distanciamiento de su discípulo Marco Antistio Labeón, firme opositor de Augusto, siendo posible que el emperador distinguiera a Trebacio con el ius publice respondendi. Conforme se indica en las Instituciones , Trebacio jugó un papel esencial en la admisión de los codicilos como parte de las disposiciones mortis causa válidas, aún externas y posteriores al testamento. Efectivamente, anteriormente la regla era que las disposiciones mortis causa debían hacerse en un único acto, por el que se disponía de la totalidad de los bienes y se instuía heredero; con motivo de la disputa de la viabilidad jurídica de un codicilo de Lucio Cornelio Léntulo Crus en que se formalizaba un fideicomiso, y por orden de Augusto, se formó un grupo de estudio del que formó parte Trebacio, concluyéndose que al ser los codicilos actos que no requerían de las formalidades del testamento permitían a los ciudadanos de Roma que se encontraran impedidos para hacerlo (como en el caso del ejemplo, por viaje en el extranjero) que dispusieran válidamente sus últimas voluntades, por lo que debían ser aceptables.

## Trebacio y la cultura de su tiempo

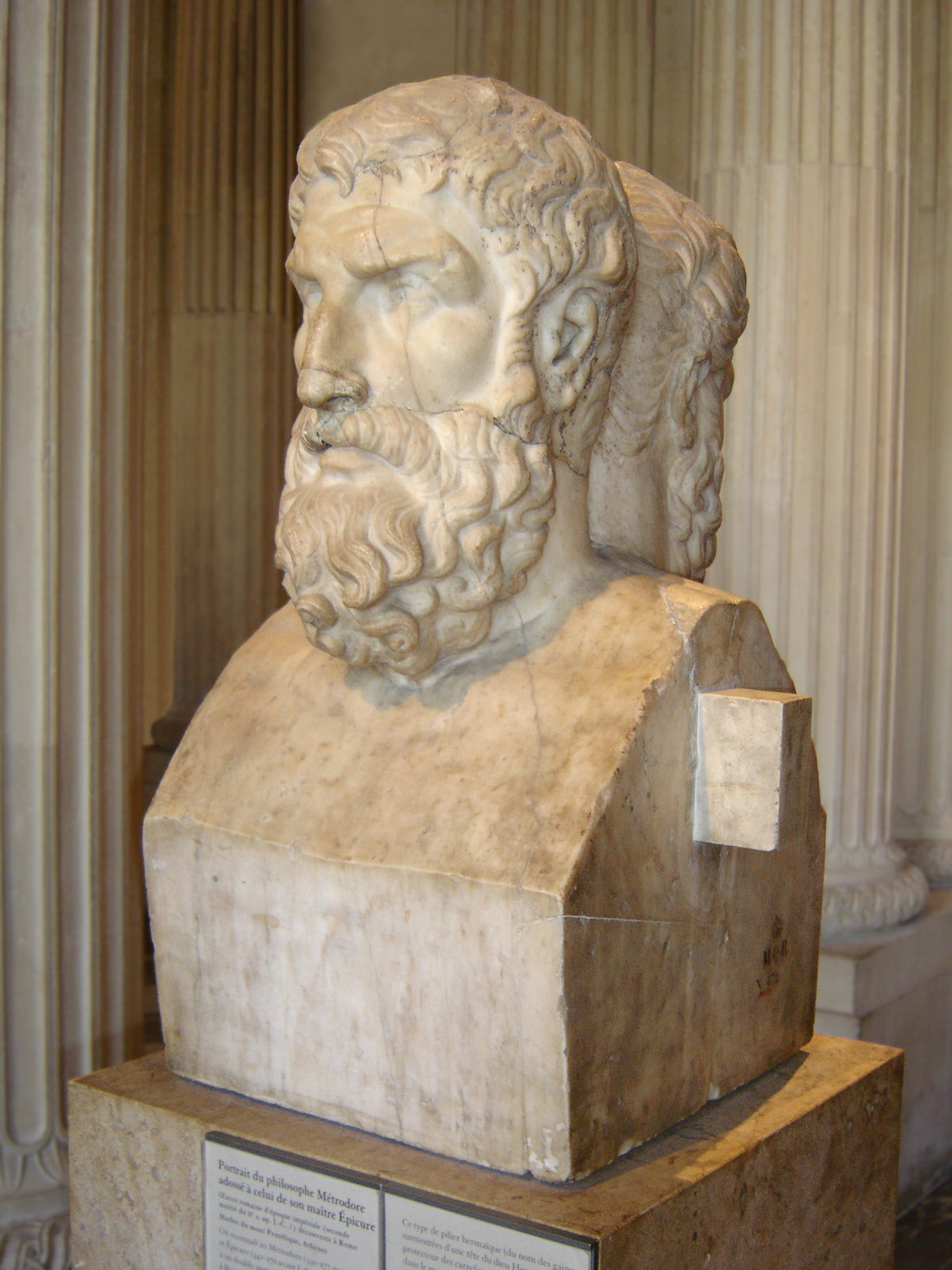
Epicuro, filósofo fundador del epicureísmo, doctrina de la que Trebacio Testa era un ferviente seguidor.

Cicerón era un claro defensor del papel central que poseía la retórica en la educación de los hombres cultos romanos. Cuando Trebacio se encontró un manuscrito de Aristóteles que no entendió, ya fuera por la complejidad del estilo o por la dificultad del tema, pidió ayuda al orador, lo que originó que este redactara su Topica. De todo ello se puede desprender que Trebacio solamente poseía los conocimientos retóricos imprescindibles para ejercer su profesión, aunque alguno de sus contemporáneos dijo que era un abogado bastante elocuente.
Trebacio, además, profesaba abiertamente el epicureísmo, lo que pudo influir en su trabajo. Cuando Augusto preguntó a los juristas, entre los que se encontraba Trebacio, la legalidad de hacer uso de los codicilos de Léntulo, Trebacio persuadió al emperador de que el codicillorum usus era utilísimo y necesario para el pueblo, de donde se desprende la idea epicúrea de que la interdependencia de lo útil y lo necesario es la base del Derecho.

## Obra propia
Es bien sabido que Cayo Trebacio Testa escribió numerosas obras de índole jurídica, aunque, desgraciadamente, ninguna ha llegado hasta nosotros. Es de señalar que escribió, y eso se tiene por bastante seguro, un mínimo de diez libros sobre el Derecho religioso y un número similar sobre Derecho civil, pero no está tan claro que escribiera una colección de responsa, algunos libri epistolarum y una monografía poco extensa sobre el Derecho público.
El hecho de que el pensamiento de Trebacio no calara demasiado entre sus contemporáneos y de que su obra jurídica no fuera tan bien trabada, compacta y de tanta envergadura como la de su discípulo Labeón pudo hacer que no fuera tomada muy en cuenta por las generaciones posteriores de juristas y se perdiera para la Historia. No obstante, Trebacio fue mucho más influyente por su pensamiento que por su obra: de hecho, se conserva un dictamen suyo relativo al divorcio de Cicerón y Terencia, mujer de este último.